# 稜田螺
稜田螺（学名：Cipangopaludina miyagii）为一个體型大、有螺厣和鳃的水生腹足纲软体动物，是田螺科圆田螺属下的淡水螺物种，只見於台灣南部。

## 描述
本物種由前大日本帝國的軟體動物學家、對台灣軟體動物貢獻良多的黑田德米於1941年所描述。
本物種的種小名得名於其模式樣本（館藏代碼:MLSP-ABSP-NM-F-P06）的採集者宮城直吉，當年標本採集於當時台灣的高雄州，即今日的高雄市及屏東縣。現時本物種分佈於台灣南部的高雄市及屏東縣的東港鎮，在水體附近的草地。